# Stackars Dennis
Stackars Dennis (engelska: Jabberwocky) är en brittisk långfilm från 1977. Denna svarta komedi med fantasy-inslag är regisserad av Terry Gilliam och var hans regidebut på egen hand. Originaltiteln Jabberwocky syftar på monstret från ett nonsenspoem av Lewis Carroll med samma namn. I titelrollen syns Michael Palin.

## Handling
Filmen handlar om den unge mannen Dennis, son till en tunnbindare. Hans kärlek till den unga kvinnan Griselda verkar inte besvarad, något som dock inte går fram till Dennis. Han ger sig därför ut i livet för att söka lyckan, bli Någon och därefter kunna återkomma och som en som blivit Någon kunna be om Griseldas hand. Som "minne" från Griselda får han med sig en tillslängd potatis (delvis uppäten).
Dennis Tunnbindares (i original Dennis Coopers) något naiva (han har ingen aning om vad han vill bli) men friska entreprenörsanda för honom till en stad, där det finns en kung, en prinsessa, en biskop och utanför vallgravarna ett vildsint monster benämnt Jabberwocky. Genom olika tillfälligheter lyckas han till slut ta sig in i kungadotterns gemak och väcka hennes ädla kärlek (prinsessan är förläst i riddarromaner, föreställer sig världen som en riddarroman och misstar Dennis för en riddare). Hennes uppväckta för Dennis kärlek är dock obesvarad, eftersom denne ju håller Griselda kär. Så prinsessan får nöja sig med en kålrot[källa behövs] som Dennis något motvilligt lämnar ifrån sig.
För att få ett slut på det härjande monstret, anordnar kungen ett tornerspel, där segraren ska få lov att kämpa mot monstret. Och om monstret besegras, ska denne riddare erhålla halva kungariket samt prinsessan. Helt enligt traditionen, således. Dennis lyckas, genom ytterligare ett antal tillfälligheter, hamna i rollen som denne tornerspelssegrares väpnare, och som sådan är han närvarande – och högst betydelsefull – när Jabberwocky slutligen dräps. Riddaren trillar dock utför ett stup och avlider. Med monstrets huvud fastspänt på en häst beger sig Dennis in i staden, där han som Mannen för dagen får mer än han önskat sig. Griseldas kärlek flammar nu plötsligt upp inför den glatt överraskade tunnbindarsonen, men denne blir istället – mot sin vilja – förmäld med prinsessan och får ett halvt kungarike. Stackars Dennis…

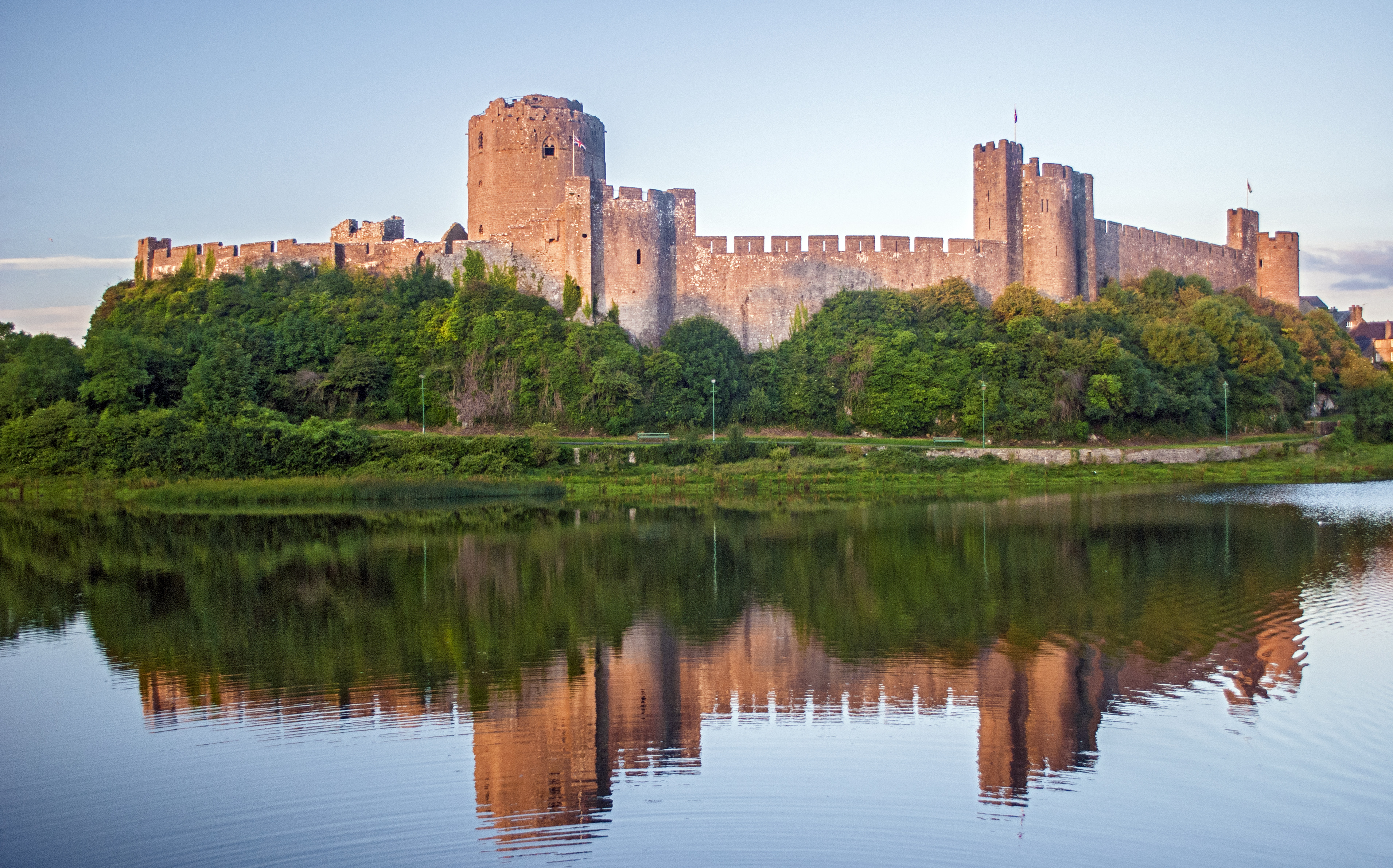
Pembroke Castle i Wales, där många scener i filmen spelades in.

## Produktion
Filmen var Terry Gilliams regidebut på egen hand (han regisserade Monty Pythons galna värld tillsammans med Terry Jones) och spelades till största delen in i walesiska Pembrokeshire, bland annat på Pembroke Castle. Filmen hade en låg budget, motsvarande 500 000 US-dollar. Detta till trots vimlar det av kända brittiska karaktärsskådespelare och komiker i filmen. Här kan nämnas Gordon Kaye (i rollen som syster Jessica!), Derrick O'Connor (fiskbonde!), Tony Aitken (fanatiker), Graham Crowden (sektledare), Bryan Pringle (vakt), John Le Mesurier (kungens kammarherre, vars behärskade klokskap påminner om hans sergeantroll i Krutgubbar), Peter Cellier (köpman) och inte minst Max Wall (den säregne kung Bruno the Questionable). Dessutom dyker både Terry Jones och Neil Innes – liksom regissören själv – upp i mindre roller.

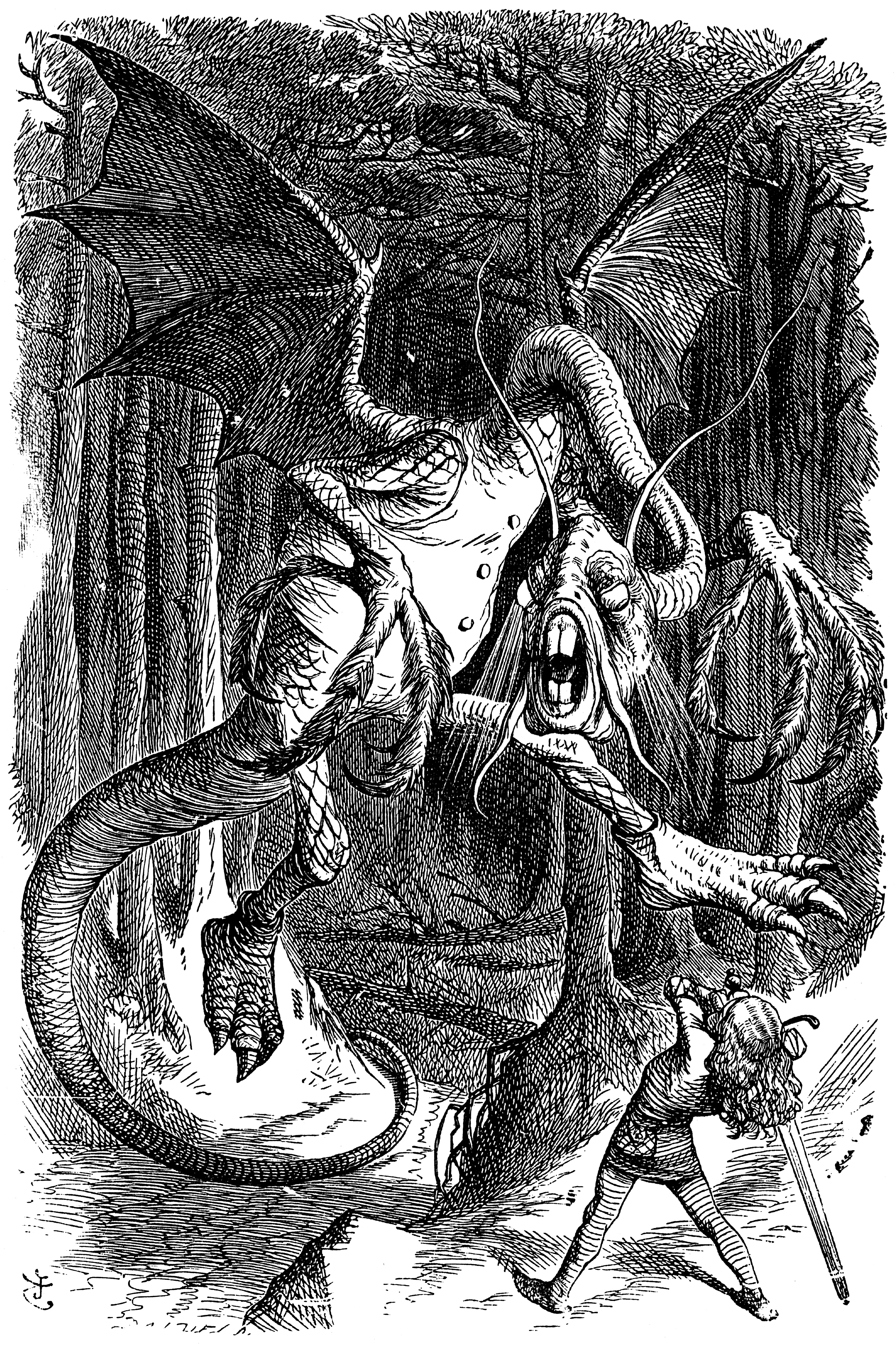
Monstret Jabberwocky i Lewis Carrolls version, tecknat av John Tenniel.

Monstret självt var en människa i kostym, liknande hur man gjorde i den japanska Godzilla-produktionen. För att monstrets rörelser med flaxande vingar skulle bli trovärdiga, formgavs monsterkostymen så skådespelaren (Peter Salmon) gick baklänges i den. Hans höft- och knäleder blev då bakvända, vilket underlättar fågellika rörelser. Inspelningshastigheten modifierades här och var, så man kunde spela upp filmen långsammare, med mer trovärdiga rörelser från en jättelik best. Terry Gilliam hävdar på kommentarspåret till DVD-utgåvan att Jabberwockys slutliga fall skedde av misstag, när skådespelaren snubblade under en tagning. Den tagningen behölls dock i den färdiga filmen, eftersom fallet blev så naturligt.

## Anakronismer
Filmen utspelas i en tydligt beskriven europeisk medeltid, med riddare, tornerspel, vallgravar, höga borgmurar och en tämligen realistisk beskrivning av dåtida toalettbestyr och allmän hygien. Detta till trots figurerar potatis som ett av många livsmedel (bland annat i händerna på den unga Griselda Fishfinger – "Griselda Fiskpinne"). Den mustigt humoristiska tolkningen av riddartidens miljöer och förutsättningar delar filmen med Monty Pythons första långfilmsprojekt – Monty Pythons galna värld.

## Betydelse
Filmen blev vid sin debut mindre väl emottagen av publik och recensenter Med tiden har Jabberwocky dock utvecklats till en kultfilm, och den etablerade i vilket fall som helst Gilliams visuella stil och svarta humor. Jabberwocky-liknande monster dök upp i hans nästkommande film Time Bandits, och hans lätt satiriserande ton över en viss tidsepoks traditioner och later finns också framställd i Baron Münchausens äventyr. Beskrivningen av en sekt och religiös fanatism återkom två år senare i form av den ofrivillige religionsstiftaren Brians "svans" (se Ett herrans liv). Michael Palins rollgestaltning av den naive Dennis, vars liv utformas av tillfälligheter och andras handlingar, har stora drag gemensamma med hans huvudrollsfigur i den senare Missionären (1982).
Filmen är ett kaotiskt äventyr med infall från alla kanter. Här finns dock ett undertema om befolkningskontroll genom terror (rädsla) och ekonomiskt utblottande, något som senare utvecklades vidare i Gilliams Brazil (1985). Gilliam valde också att utforma filmens slut som en antites till riddarromanernas lyckliga slut. Dennis får allt som en man i en riddarroman kan önska sig, men det gör honom inte lycklig; han vill ju bara ha ett enkelt liv med en överviktig bondflicka som inte ens tycker om honom.

## Rollista (i urval)
- Michael Palin - Dennis
- Annette Badland - Griselda Fiskpinne (Fishfinger)
- Harry H. Corbett - Godsägare Ethel
- Max Wall - Kung Bruno
- John Le Mesurier - Passelewe (kammarherre)
- Deborah Fallender - Prinsessa
- Gordon Kaye  - Syster Jessica
- Terry Gilliam - Man med rock
- Neil Innes - Andra härold
- Terry Jones - Tjuvskytt
- Derrick O'Connor - Flygande-läppfisk-bonde
- Tony Aitken - Självplågare
- Graham Crowden  - Sektledare
- Bryan Pringle - Vakt
- Peter Cellier - Köpman
- Peter Salmon - Jabberwocky (monster)